# Baukalis
Baukalis (ili Boukolou, Baucalis) je četvrt Aleksandrije, Egipat, na kojem je sv. Marko bio izložen mučenju nakon čega je, od posljedica istog mučenja preminuo mučeničkom smrću, kao i povjesna lokacija martirija koji je podignut njemu u čast.
 Taj dio Aleksandrije će ostati poznat i po Ariju (grčki: Ἄρειος, AD 250. ili 256. – 336.) koji je tu bio imenovan kršćanskim svećenikom, a kasnije i prezbiterom.

## Tradicija
Koptska crkva tradicionalno tvrdi da je sv. Marko bio taj koji je prvi evangelizirao grad Aleksandriju, pa su mu prvi kršćani u Baukalisu izgradili crkvu koja je po njemu i prozvana.
 Prema predanju, na Uskrs 25. travnja 68. godine, su ga kao biskupa Aleksandrije na oltaru napali neprijateljski raspoloženi pogani, vezali ga oko vrata i tako vezanog divljački vukli ulicama Baukalisa sve dok nije umro. Pogani su imali namjeru da spale njegove posmrtne ostatke, ali je nevrijeme spriječilo njegove mučitelje i ubojice u toj namjeri, pa je njegovo tijelo ostalo netaknuto, što je pružilo priliku kršćanima da ga, uz sve dužne počasti, pokopaju u grobnici ispod oltara njegove crkve. Djela sv. Marka govore da je crkva u Baukalisu bila "izgrađena na području uz more ispod litica zvanih Boukolou". Postoje neke naznake da je ta crkva bila izgrađena na mjestu ranijeg svetišta posvećenog grčko-egipatskom Bogu Serapisu, ali to još uvijek ostaje predmetom rasprave.
Koptska tradicija također govori da se njegovo tijelo nalazilo u grobnici crkve sv. Marka u Baukalisu do 311. godine kada je papa Petar od Aleksandrije bio mučen na istom mjestu. Prema mučeništvu sv. Petra (Acta ili Passio Sancti Petri), tribuni koji su mu kasnije dali odrubiti glavu, dopustili su mu da prvo posjeti grobnicu sv. Marka na "mjestu Boukolou". Molio se sv. Marku da mu svojim zagovorom omogući da prođe kroz mučeništvo do radosti (mučeništvo koje vodi u Radost). Nakon što su izašli iz grobnice, tribuni su mu, postupajući prema ukazu rimskog cara Maksimijana, (240. – 310.) odrubili glavu na području, nešto južnije od mjesta na kojem je sv. Marko mučen.

Među omiljenim ljudima toga vremena je svakako bio i svećenik Arije, koji je 313. godine bio postavljen za prezbitera ureda u okrugu Baukalis. Međutim, nakon osude njegovog učenja poznatog kao arijanstvo na I. općem ekumenskom saboru u Niceji u Bitiniji koje se održalo 325. godine, Arije se povukao u Palestinu uz podršku Euzebija iz Cezareje.

## Kasniji period
Kasnije su se patrijarsi od Aleksandrije izabirali u crkvi u Baukalisu, kao najstarijoj crkvi u gradu. Izvorna crkva u Baukalisu je napuštena oko petog stoljeća, a njena točna povijesna lokacija je nepoznata. Neke se špekulacije usredotočuju na područje oko današnje lokacije škole sv. Marka koja je izgrađena 1920. godine.